# Джигме Дорджи Вангчук (принц)
Принц Джигме Дорджи Вангчук (англ. Jigme Dorji Wangchuck; родился 14 апреля 1986 года) — принц Бутана, который после отречения своего отца 14 декабря 2006 года от престола и коронации его старшего брата Джигме Кхесар Намгьял Вангчука стал третьим в наследственной линии претендентов на престол Бутана.
Принц Джигме Дорджи является четвёртым сыном короля Джигме Сингье Вангчука от королевы Аши Церинг Янгдон. У него есть старший брат, Его Величество 5-й Король, и старшая сестра, принцесса Дечен Янгзом (р. 1982), а также три единокровных брата и четыре единокровные сестры.

## Образование
В феврале 2009 года он обучался в Менло-колледж в Сан-Франциско.

## Королевские обязанности
Так как принц в настоящее время получает образование, то учёба является его приоритетом, однако время от времени он выполняет представительские королевские обязанности.

## Досуг
Принц играет в баскетбол.